# Tomasz Kołodziejczak
Tomasz Kołodziejczak (ur. 13 października 1967 w Warszawie) – polski pisarz science fiction i fantasy oraz wydawca, publicysta i redaktor w mediach związanych z fantastyką, komiksem i grami. Dawniej również działacz fandomu.

## Życiorys
Urodził się w Warszawie, gdzie ukończył VI LO im. Tadeusza Reytana (1986) i studiował na Politechnice Warszawskiej (Wydział Mechaniki Precyzyjnej).
W czasie studiów grał w III lidze koszykówki w zespole AZS Politechnika Warszawska.
Proza: debiutował w roku 1985 opowiadaniem Kukiełki na łamach „Przeglądu Technicznego”. Do tej pory napisał kilkadziesiąt opowiadań oraz sześć powieści, w tym nagrodzone Nagrodą im. Janusza A. Zajdla Kolory sztandarów (1996). Jego powieści i opowiadania tłumaczone były na angielski, czeski, litewski, węgierski i rosyjski. Jego dwa najważniejsze cykle to Dominium Solarne i Ostatnia Rzeczpospolita. Członek grupy literackiej Klub Tfurców.
Komiks: do jego scenariuszy rysowali Kas, Mateusz Skutnik, Przemysław Trust Truściński. W roku 2008 opublikował pełnometrażowy komiks fantasy dla dzieci Darlan i Horwazy – Złoty Kur (rys. Krzysztof Kopeć). Napisał też scenariusze do komiksów o wujku Sknerusie (rys. Vicar), Batmanie (rys. Piotr Kowalski) i Jokerze (rys. Jacek Michalski). Laureat nagrody im. Papcia Chmiela i nagrody im. Janusza Christy za zasługi dla komiksu w Polsce.
Poezja: drukował m.in. w pismach „Poezja” i „Poezja dzisiaj”. W 2018 ukazał się jego tomik Białe źrenice.
Gry: był współautorem (razem z Jackiem Brzezińskim) pierwszej polskiej gry rpg SF Strefa Śmierci. Napisał pierwsze polskie opowiadanie do systemu rpg Bardzo cenny pierścień (Kryształy czasu). Redagował pierwszą polską edycję gry Warhammer. Na potrzeby tygodnika „Kaczor Donald” stworzył wiele prostych gier planszowych dla dzieci, w tym Zbuduj swój Kaczogród.
Publicystka: był redaktorem lub publicystą w wielu pismach – „Voyager”, „Isaac Asimov Science Fiction Magazine”, „Fenix”, „Nowa Fantastyka”, „Świat Komiksu”, „Fantasy Komiks”, „Gwiezdne Wojny Komiks”, „Kaczor Donald” czy „Magia i Miecz”. Brał udział w tworzeniu programu telewizyjnego Fantastykon (razem z Pawłem Maciągiem) i radiowego Magazyn Fantastyki Radia Wawa. Pisał wstępy i posłowia do licznych antologii opowiadań fantastyki i komiksów (np. Robimy Rewolucję, Science Fiction, Wrzesień, Relax) i książek autorskich.
Wydawca: w latach 1989–1993 pracował w wydawnictwie Przedświt. W latach 1995–2023 związany z wydawnictwem Egmont Polska. W latach 1995–2012 był redaktorem i wydawcą magazynów dziecięcych takich jak „Kaczor Donald”, „Witch”, „Gigant”. W 1998 stworzył imprint Klub Świata Komiksu i zarządzał nim do 2023. W latach 2014–2023 kierował też działem gier planszowych Egmontu.
Fandom: organizował konwenty, takie jak „Lato z rpg” i „Sobota z fantastyką”. Współtworzył fanzin „Fantom”, pisywał do innych (np. „Sherwood”). Jako wydawca wspierał organizację wielu konwentów i festiwali fantastycznych i komiksowych. Prowadził warsztaty z początkującymi autorami.
W czerwcu 2010 r. został uhonorowany odznaką „Zasłużony dla Kultury Polskiej”.
W lipcu 2013 r. za zasługi na rzecz rozwoju kultury i za pielęgnowanie pamięci o najnowszej historii został uhonorowany Złotym Krzyżem Zasługi.
Od lutego do grudnia 2024 roku współtworzył Kanał Fantastyczny w serwisie YouTube (wraz z Ignacym Trzewiczkiem). Od kwietnia 2025 prowadzi własny kanał Otwarte Komiksy.
W 2024 uniwersum opisane w cyklu Ostatnia Rzeczpospolita zostało rozszerzone przez projekt „NanoKadabra”, za który odpowiadają Rafał Jaki oraz Jan Godwod.
W czerwcu 2025 został nagrodzony przez European Science Fiction Society w kategorii „Promotor”.

## Życie prywatne
Jest żonaty, ma dwie córki. Mieszka w Warszawie.

## Publikacje

### Literatura

#### CyklDominium Solarne
- 1995 – Wrócę do ciebie kacie (zbiór opowiadań)
- 1996 – Kolory sztandarów (ponownie 2010)
- 1999 – Schwytany w światła (ponownie 2011)
- 2011 – Głowobójcy (zbiór opowiadań)

#### CyklOstatnia Rzeczpospolita
- 2010 – Czarny Horyzont
- 2012 – Czerwona Mgła (zbiór opowiadań)[12]
- 2014 – Biała Reduta, tom 1

#### Inne książki
- 1990 – Wybierz swoją śmierć (powieść)
- 1994 – Krew i kamień (powieść)
- 1997 – Przygody rycerza Darlana (zbiór opowiadań, wydanie uzupełnione – 2003)
- 2015 – Wstań i idź (zbiór opowiadań)
- 2021 – Skaza na niebie (zbiór opowiadań)

#### Poezja
- 2018 – Białe źrenice – tom wierszy (ilustracje Kasia Trzeszczkowska)

### Komiks
- 2008 – Darlan i Horwazy – Złoty Kur (scenariusz; rys. Krzysztof Kopeć)
- 2001 – Wujek Sknerus: Coś z niczego (scenariusz; rys. Vicar)
- 2021 – Batman Świat: Obrońca miasta (scenariusz; rys. Piotr Kowalski)[13]
- 2022 – Wielkie wyprawy: Kamień, Pierwsza lekcja (scenariusz; rys. Zbigniew Kasprzak)
- 2024 – Joker Świat: Królewski błazen (scenariusz; rys. Jacek Michalski)

### Gry
- 1995 – Strefa Śmierci – gra fabularna (na łamach pisma „Magia i Miecz”; współautor Jacek Brzeziński)
- 1995 – Rzeźbiarze Pierścieni – gra paragrafowa
- 1997−99 – Zbuduj swój Kaczogród, Przygody i podróże, Kaczki w kosmosie – gry publikowane na łamach tygodnika „Kaczor Donald”
- 2001 – Schizm: Prawdziwe wyzwanie – gra komputerowa (współscenarzysta)
- 2024 – Ring sculpors – gra na Nintendo Switch na bazie gry Rzeźbiarze Pierścieni

## Nagrody i wyróżnienia
- 1991 – Śląkfa w kategorii Wydawca Roku za kwartalnik Voyager (wraz z Dariuszem Zientalakiem jr.)
- 1995 – Śląkfa w kategorii Fan Roku (organizacja cyklicznych konwentów „Sobota z Fantastyką”)
- 1996 – Nagroda im. Janusza A. Zajdla w kategorii powieść za Kolory sztandarów
- 2002 – Śląkfa w kategorii Wydawca Roku (Klub Świata Komiksu, Egmont)
- 2008 – Doktorat Humoris Causa, nagroda im. Papcia Chmiela za zasługi dla komiksu w Polsce
- 2010 – Odznaka honorowa Zasłużony dla Kultury Polskiej
- 2013 – Złoty Krzyż Zasługi za zasługi na rzecz rozwoju kultury i za pielęgnowanie pamięci o najnowszej historii
- 2015 – Nagroda Identyfikator Pyrkonu w kategorii Literatura i komiks[14]
- 2015 – Złoty Puchar im. Janusza Christy – za zasługi dla komiksu w Polsce[15]
- 2022 – Śląkfa w kategorii Wydawca Roku (Egmont)[16]
- 2023 – Złoty Orient Men[17]
- 2024 – Puchar Bachusa za Kanał Fantastyczny na YouTube (wraz z Ignacym Trzewiczkiem)
- 2025 – Nagroda European Science Fiction Society w kategorii Promotor

### Nominacje do nagrody im. Janusza Zajdla
- 1993 – opowiadanie Bardzo cenny pierścień (Magia i Miecz 5’1993)

- 1994 – opowiadanie Wrócę do ciebie, kacie (Fenix 4’1994)
- 1994 – powieść Krew i kamień (Przedświt)
- 1996 – powieść Kolory sztandarów (Nowa), wyróżniona nagrodą
- 1999 – powieść Schwytany w światła (Nowa)
- 2006 – opowiadanie Piękna i graf (w: Niech żyje Polska. Hura!, t. 1, Fabryka Słów)
- 2012 – opowiadanie Czerwona Mgła (w: Czerwona Mgła, Fabryka Słów)
- 2014 – powieść Biała Reduta (Fabryka Słów)[18].

### Nominacje do nagrody im. Jerzego Żuławskiego
- 2010 – powieść Czarny Horyzont (Fabryka Słów)
- 2014 – powieść Biała Reduta, t. 1 (Fabryka Słów)